# Suzuka (manga)
Suzuka (涼風?)  es un manga japonés escrito e ilutrado por Kōji Seo. Fue primeramente publicado en diciembre de año 2003, con 18 volúmenes hasta el momento y dos completamente traducidos al idioma inglés, todos distribuidos y publicados por Kodansha y del Rey en la producción del idioma estadounidense por lo cual se estima que no tardarán en comercializarlo en Europa y posteriormente en Latinoamérica (en México). Por lo cual no se hace tan sorpresiva la llegada del manga, el cual tiene una buena adaptación; Toma en cuenta ciertos detalles importantes y la esencia se conserva sin ninguna complicación, sin tocar demasiado los puntos cruciales ni tratar de modificarlos. Con una trama bien cuidada y excelentes ventas el mangaka decidió darle vida a Suzuka y compañía en el mundo del anime, y el estudio que tomaría la responsabilidad fue Studio Comet con la ayuda de TV Tokio para la distribución y transmisión de la serie.
La obra cuenta con una secuela escrita también por Seo, Fūka.

## Argumento
La historia trata de Yamato Akitsuki, quien acaba de llegar desde el campo a Tokio para estudiar, allí conoce a una muchacha llamada Suzuka Asahina, quien estudia en el mismo lugar, renta un cuarto en el mismo edificio que él y además pertenece al equipo de salto del colegio. A medida que Yamato se cruza una y otra vez con Suzuka comprende que se siente atraído por ella y que desea poder declararle sus sentimientos. Paralelamente, descubre que posee una gran habilidad para correr, decidiendo por lo tanto unirse al equipo de carrera del colegio como una forma de impresionar a Suzuka, pero tras descubrir su gran potencial decide tomarlo en serio mientras conoce más sobre la muchacha que le gusta y va madurando como persona y deportista.

## Temas

### Opening
1. "Start Line" - Episodios 1-26
Banda: COACH

### Ending
1. "Aoi FIELD" - Episodios 1-14
Banda: COACH
2. "Kimi no Koto" - Episodios 15-26
Banda: COACH